# 甘露寺俊長
甘露寺 俊長 （かんろじ としなが）は、室町時代後期から戦国時代にかけての公家。権大納言・中御門宣忠の長男。官位は従五位上・左衛門佐。初名は俊藤（としふじ）。

## 経歴
権大納言・中御門宣忠の長男として生まれる。当初は中御門 俊藤（なかのみかど としふじ）と名乗った。のちに甘露寺伊長の養子となり、甘露寺 俊長（かんろじ としなが）と改名する。
近江介、左衛門佐、従五位上に叙せられるも、天文17年（1548年）に家督を継ぐ前に11歳で死去した。
俊長の後は、中山孝親の長男・甘露寺熙長が養子入りした。

## 官歴
『系図纂要』による
- 時期不明：近江介、左衛門佐、従五位上
- 天文17年（1548年） 2月21日：卒去（享年11）

## 系譜
『系図纂要』による
- 父：中御門宣忠
- 母：刀自
- 養父：甘露寺伊長